# Guiute de Araez
Guiute de Araez (em armênio: Գիւտ Արահեզացի; romaniz.: Giwt Arahezatsi; m. 478) foi católico da Igreja Apostólica Armênia de 461 a 478.

## Nome
Guiute (Գիւտ, Giwt) é um nome de origem armênia que significa "coisa encontrada, descoberta".

## Biografia
Guiute nasceu por volta de 395 em Araez, na província histórica de Taraunitis. Discípulo de Mesrobes Mastósio, foi bispo de Vananda (região de Carse, no noroeste da Armênia medieval) e participou do sínodo de Saapivã em 444 e do Concílio de Artaxata em 450, ambos organizados pelo católico José I. Foi designado católico em 461 na sucessão do falecido Moisés I.
O historiador armênio coetâneo Lázaro de Farpe descreve-o como "bom aprendiz em letras armênias, mais qualificado em grego", o que levou à suspeita de intrigas com o imperador Leão I, o Trácio (r. 457–474). Convocado à corte do xá Perozes I (r. 459–484) em 471/472, reconheceu o direito do rei de renunciar sua função catolicossal, mas se negou a aceitar renunciar de seu cargo episcopal.  Perozes se contentou de vê-lo fora de sua sede em Dúbio. Guite então residiu na Pérsia antes de ser autorizado a voltar à Armênia onde assentou-se em Utmus, em Vananda. Morreu em 478 e foi sucedido por João I Mandacúnio.
Guiute foi um dos primeiros editores do breviário armênio. A ele são creditadas várias traduções de textos religiosos a partir do grego e duas cartas, uma a "Davi" (provavelmente Davi, o Invencível) e uma ao rei dos albaneses, Vache II.